# 夢だけ見てる (CoCoの曲)
「夢だけ見てる」（ゆめだけみてる）は、CoCoの8枚目のシングル。1991年12月4日にポニーキャニオンから発売された。なお、本楽曲と同名のビデオがコンサート会場限定で販売された。

## 収録曲
（全編曲：十川知司）
1. 夢だけ見てる [4:43]
作詞：森本抄夜子／作曲：朝倉紀幸
2. お願いHOLD ME TIGHT [3:57]
作詞：和泉ゆかり／作曲：都志見隆
3. 夢だけ見てる（オリジナル・カラオケ）
4. お願いHOLD ME TIGHT（オリジナル・カラオケ）